# Nejlepší nahrávač Svenska hockeyligan
Je každoročně udělovaná trofej pro hráče s nejvíce asistencemi v základní části švédské Svenska hockeyligan. 

## Držitelé
| Ročník                      | Hráč                               | Počet asistencí             |
| Zdroj na eliteprospects.com | Zdroj na eliteprospects.com        | Zdroj na eliteprospects.com |
| --------------------------- | ---------------------------------- | --------------------------- |
| 2024/2025                   | David Tomášek                      | 33                          |
| 2023/2024                   | Oscar Lindberg                     | 33                          |
| 2022/2023                   | Patrik Karlkvist                   | 38                          |
| 2021/2022                   | Ryan Lasch                         | 53                          |
| 2020/2021                   | Marek Hrivík                       | 37                          |
| 2019/2020                   | Marcus Nilsson                     | 42                          |
| 2018/2019                   | Ryan Lasch                         | 38                          |
| 2017/2018                   | Ryan Lasch                         | 40                          |
| 2016/2017                   | Joakim Lindström                   | 36                          |
| 2015/2016                   | Ryan Lasch                         | 36                          |
| 2014/2015                   | Derek Ryan                         | 45                          |
| 2013/2014                   | Pär Arlbrandt                      | 45                          |
| 2012/2013                   | Bud Holloway                       | 51                          |
| 2011/2012                   | Robert Rosén                       | 39                          |
| 2010/2011                   | David Rundblad                     | 39                          |
| 2009/2010                   | Johan Davidsson                    | 46                          |
| 2008/2009                   | Jaroslav Hlinka                    |                             |
| 2007/2008                   | Tony Mårtensson                    |                             |
| 2006/2007                   | Fredrik Bremberg                   |                             |
| 2005/2006                   |                                    |                             |
| 2004/2005                   | Niklas Andersson Kristian Huselius |                             |
| 2003/2004                   | Joakim Eriksson Mikko Peltola      |                             |
| 2002/2003                   | Mikael Karlberg                    |                             |
| 2001/2002                   | Stefan Nilsson                     |                             |
| 2000/2001                   | Kristian Huselius                  |                             |
| 1999/2000                   | Kristian Gahn                      |                             |
| 1998/1999                   | Pär Djoos Jan Larsson              |                             |
| 1997/1998                   | Fredrik Bremberg                   |                             |
| 1996/1997                   | Stefan Nilsson                     |                             |
| 1995/1996                   | Esa Keskinen                       |                             |
| 1994/1995                   | Per-Erik Eklund                    |                             |
| 1993/1994                   | Mika Nieminen                      |                             |
| 1992/1993                   | Raimo Helminen                     |                             |
| 1991/1992                   | Stefan Nilsson                     |                             |
| 1990/1991                   | Stefan Nilsson                     |                             |
| 1989/1990                   | Anders Carlsson Håkan Loob         |                             |
| 1988/1989                   | Mikael Granstedt                   |                             |
| 1987/1988                   | Peter Nilsson                      |                             |
| 1986/1987                   | Glenn Johansson                    |                             |
| 1985/1986                   | Glenn Johansson                    |                             |
| 1984/1985                   | Glenn Johansson                    |                             |
| 1983/1984                   | Per Nilsson                        |                             |
| 1982/1983                   | Håkan Loob                         |                             |
| 1981/1982                   | Per-Arne Alexandersson             |                             |
| 1980/1981                   | Mats Näslund                       |                             |
| 1979/1980                   | Rolf Älvero                        |                             |
| 1978/1979                   | Göran Lindblom                     |                             |
| 1977/1978                   | Dan Söderström                     |                             |
| 1976/1977                   | Dan Söderström                     |                             |
| 1975/1976                   | Tord Lundström                     |                             |